# Termo (lógica)
Em um dado sistema lógico, um termo é um nome associado a um objeto do universo de discurso.
Por exemplo: na lógica de estudo dos números inteiros, "2 + 2" é um termo, e este termo serve de nome para o número inteiro 4 (que é o resultado da operação anterior).
Um termo é também a expressão verbal de um conceito, variavel segundo as línguas e podendo ser constituido por uma ou mais palavras, e aplica-se em determinada classe de palavras.